# Sparrman Stacks
Die Sparrman Stacks sind eine kleine Gruppe von Brandungspfeilern im Südatlantik. Sie liegen südwestlich von The Office Boys in der Gruppe der Clerke Rocks. Sie sind ein beliebtes Brutgebiet antarktischer Meeresvögel.
Das UK Antarctic Place-Names Committee benannte sie 2009. Namensgeber ist der schwedische Botaniker Anders Sparrman (1748–1820), Assistent des deutschen Botanikers  Johann Reinhold Forster an Bord der HMS Resolution bei der zweiten Südseereise (1772–1775) des britischen Seefahrers James Cook, bei der 1775 die Clerke Rocks entdeckt wurden.